# Московский технический колледж

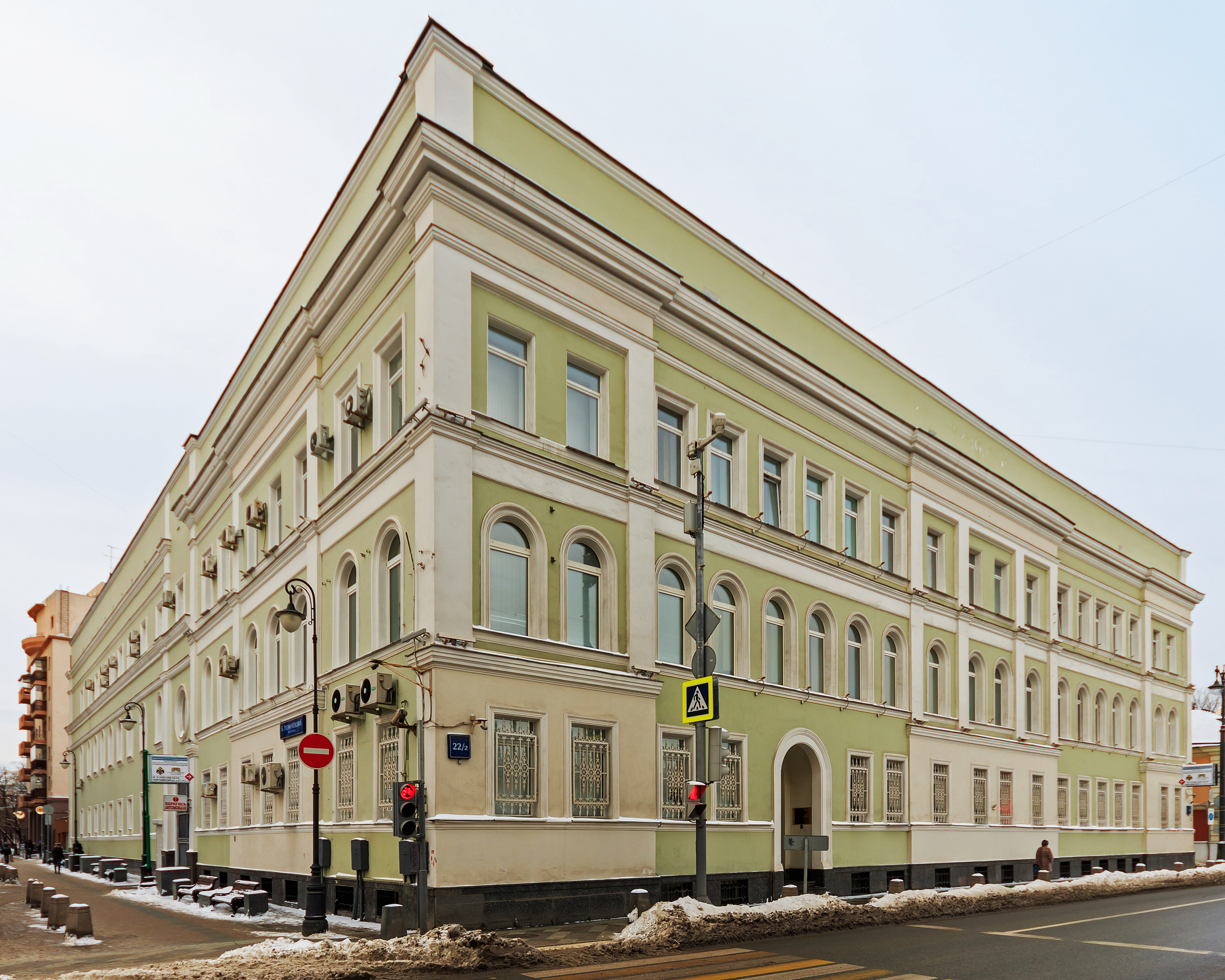
Старое здание МТАТ

Моско́вский техни́ческий ко́лледж — среднее специальное учебное заведение в Москве, существовавшее с 1930 по 2014 год и реорганизованное путём слияния с Московским колледжем «Царицыно» с потерей бренда.
За время существования колледж несколько раз менял специализацию. Является альма-матер для таких деятелей, как, например, Александр Лившиц (министр финансов и вице-премьер правительства России в 1996—1997 г.) или писатель Леонид Каганов.

## История техникума
Московский технический колледж был образован в 1930 году в числе нескольких других специальных учебных заведений для обеспечения кадрами предприятий металлургической промышленности региона. Изначально колледж носил название «Московский металлургический техникум» (ММТ), располагался в помещениях бывшего Мариинского Ризоположенского епархиального женского училища (Большая Ордынка, 22) и имел в качестве базы завод «Серп и Молот».
Во время Великой Отечественной войны техникум несколько изменил специализацию, так как стране требовались специалисты по броневым сталям и другим специальным материалам. После Победы ММТ довольно быстро возобновил преподавание по довоенным специальностям.
В 1960 году было произведено полное преобразование учебного процесса техникума. Сменились название и специальность: «Московский техникум автоматики и телемеханики» (МТАТ) начал выпускать техников по направлениям, связанным с ЭВМ и оборонной электронной промышленностью. Сначала в МТАТ обучали одной специальности — «Производство аппаратуры автоматики и телемеханики», затем добавились и другие: «Электронные и вычислительные машины, приборы и устройства», «Программирование для быстродействующих математических машин», «Радиоаппаратостроение». По мнению выпускников и специалистов, уровень обучения в МТАТ в течение всего времени существования был весьма высок. Многие из студентов в дальнейшем продолжили образование в Московском государственном институте радиотехники, электроники и автоматики и других вузах Москвы.
До второй половины 80-х техникум находился в старом здании на Большой Ордынке, деля его с другими организациями. В конце 80-х МТАТ переехал на улицу Генерала Белова в новое современное здание, в котором оставался до момента реорганизации.
В 1992 году техникум был переименован в «Московский технический колледж» (МТК). После непродолжительного периода финансовых, организационных и образовательных трудностей, связанных с распадом Советского Союза и деиндустриализацией страны, специалисты колледжа смогли наладить финансирование МТК, актуализировать учебные программы и поднять престиж и популярность колледжа на прежний уровень. В этот период МТК обучал специальностям «Вычислительные машины, комплексы, системы и сети», «Программное обеспечение вычислительной техники и автоматизированных систем», «Радиоаппаратостроение» и «Экономика, бухгалтерский учет и контроль».
21 апреля 2014 года Департамент образования города Москвы отдал приказ объединить три московских колледжа — Московский технический колледж, Московский колледж управления и новых технологий и Колледж гостиничного хозяйства «Царицино» — с образованием нового учебного центра: Государственного бюджетного профессионального образовательного учреждения города Москвы «Московский колледж управления, гостиничного бизнеса и информационных технологий „Царицыно“» (ГБПОУ «Царицыно»). Объединение происходило путём присоединения политехнических учебных заведений к гостиничному.

### Комментарии
1. ↑  До техникума в помещении располагались курсы рабфака[7].
2. ↑  В дальнейшем здание занимало подразделение «Спецстроя», а затем Межгосударственный авиационный комитет[18].
3. ↑  Но техническое состояние здания оставляло желать лучшего[20].